# Cryptocephalus gridellii
Cryptocephalus gridellii là một loài bọ cánh cứng trong họ Chrysomelidae. Loài này được Burlini miêu tả khoa học năm 1950.